# Sommer-Paralympics 2016/Teilnehmer (Bosnien und Herzegowina)
| stlisierte Goldmedaille | stlisierte Silbermedaille | stlisierte Bronzemedaille |
| ----------------------- | ------------------------- | ------------------------- |
| —                       | 1                         | —                         |

Bosnien und Herzegowina entsandte eine Athletin und 13 Athleten zu den Paralympischen Sommerspielen 2016 in Rio de Janeiro,  die in zwei Sportarten antraten. Fahnenträgerin für Bosnien und Herzegowina bei der Eröffnungsfeier war die Leichtathletin Dzenita Klico.

## Medaillen

### Medaillenspiegel
| Rang   | Sportart       | Gold | Silber | Bronze | Gesamt |
| ------ | -------------- | ---- | ------ | ------ | ------ |
| 1      | Sitzvolleyball | 0    | 1      | 0      | 1      |
| Gesamt | Gesamt         | 0    | 1      | 0      | 1      |

## Teilnehmer nach Sportart

### Leichtathletik
Springen und Werfen
| Athleten       | Wettbewerb      | Finale  | Finale | Rang |
| Athleten       | Wettbewerb      | Weite   | Rang   | Rang |
| -------------- | --------------- | ------- | ------ | ---- |
| Männer         |                 |         |        |      |
| Dzevad Pandzic | Kugelstoßen F55 | 10,09 m | 9      | 9    |
| Frauen         |                 |         |        |      |
| Dzenita Klico  | Kugelstoßen F54 | 5,47 m  | 7      | 7    |

### Sitzvolleyball
| Wettbewerb   | Männer |
| ------------ | --- |
| Athleten     | Safet Alibasic Nizam Cancar Sabahudin Delalic Mirzet Duran Ismet Godinjak Dzevad Hamzic Ermin Jusufovic Benis Kadric Adnan Kesmer Adnan Manko Asim Medic Armin Sehic |
| Gruppenphase | Ukraine 3:0 Iran 0:3 Volksrepublik China 3:0 |
| Halbfinale   | Ägypten 3:0 |
| Finale       | Iran 1:3 |
| Rang         | Silber |